# Wahlenbergia riversdalensis
Wahlenbergia riversdalensis är en klockväxtart som beskrevs av Thomas G. Lammers. Wahlenbergia riversdalensis ingår i släktet Wahlenbergia och familjen klockväxter. Inga underarter finns listade i Catalogue of Life.